# 人蛇大戰
《人蛇大戰》，是張旗執導，向雲鵬、羅霈穎、魏平澳主演的一部臺灣恐怖電影，本片於1983年上映。

## 劇情
江老闆為了加快建築的速度，命令建築師就算偷工減料也要在八個月內完工。不料在工地挖到蛇窩，工人們本來打算請消防隊來處理，老闆卻要大家把蛇全部殺光。正當所有人都猶豫不決時，老闆的妻子和女兒趕來阻止他，因為怕殺蛇會遭報應。但老闆根本不信，直接在眾人面前跳上挖土機把蛇窩剷平。但其他僥倖逃生的蛇彷彿有靈性，要替其他枉死的同伴報仇。工人們陸續遭到蛇攻擊，老闆為了讓房子能順利賣出，因此極力隱瞞真相。他還幾度請人把剩下的蛇抓光，卻都有漏網之魚。大樓終於落成，老闆還召開派對慶祝，大樓內也有住戶搬進來了。不料某夜幾千條蛇突然湧入大樓裡攻擊人類，頓時死傷慘重。消防隊及時趕到，並用滅火器噴灑蛇群。突然竄出一隻大蟒蛇對消防員展開攻擊，於是他們使用噴火槍來對付蛇群。在經過一翻苦戰後，巨蟒全身著火並纏住剛好跑下樓來的江老闆，他們最終同歸於盡。

## 演員
| 演員     | 角色   | 备注       |
| 向雲鵬   | 徐正風 | 建築師     |
| 羅霈穎   |        |            |
| 魏平澳   | 馬秘書 |            |
| 高遠     | 江富仁 | 房地產老闆 |
| 歐陽莎菲 |        |            |
| 周仲廉   |        |            |
| 盧台蘭   |        |            |
| 吳燕     |        |            |
| 卢苇     |        |            |
| 沈仁智   |        |            |
| 黃童民   |        |            |
| 李冠章   |        |            |
| 李影     |        |            |